# Toy (calciatore)
Vítor Manuel Andrade Gomes da Costa, meglio noto come Toy (Lisbona, 15 giugno 1977), è un ex calciatore portoghese naturalizzato capoverdiano, di ruolo attaccante.